# Michelot Moulin
Michel Moulin, dit Michelot Moulin, né le 7 janvier 1771 à Saint-Jean-des-Bois et mort le 28 décembre 1839 à Caen, est un des principaux acteurs de la chouannerie normande.

## Biographie
Il est fils de Michel Moulin, taillandier, et de Suzanne Moulin. Il est taillandier au village de Frédeville. 
Pendant la Révolution française, lors de la levée de 300 000 hommes par la Convention en 1793, il refuse de s'enrôler, s'insurge, devient le chef chouan local et se met sous les ordres de Louis de Frotté, chef de la chouannerie normande. Son père est arrêté et meurt en prison le 16 décembre 1794 à Rennes. Michelot Moulin vit pendant de nombreuses années dans la clandestinité. 
Le 30 novembre 1800, il épouse sa petite cousine Marie Jeanne Jacqueline Galodé, dans la commune limitrophe de Saint-Christophe-de-Chaulieu. Ils ont deux filles, Angélique, morte au berceau en 1801, et Sophie Eugénie, née en 1802, qui épousera en 1823 André Cassin, professeur de philosophie au Collège royal de Caen, recteur d'académie. En 1804, il est emprisonné au fort de Joux, suspecté d'avoir été un soutien de Georges Cadoudal. Il réussit à s'échapper et rejoint Londres. Depuis Jersey, où il s'établit durant son exil, il est mandaté par Louis XVIII de plusieurs missions d'espionnage en France et ses services lui vaudront d'être nommé colonel et chevalier de l'ordre de Saint-Louis par le roi après la défaite de la bataille de Waterloo.
Michelot Moulin meurt le 28 décembre 1839 à Caen. Il est inhumé au cimetière des Quatre-Nations,.
Ses Mémoires ont été édités et publiés en 1893 et réédités en 2013.

## Sources
- Michelot Moulin, Mémoires de Michelot Moulin sur la chouannerie normande, éditeur A. Picard, Paris, 1893. lire en ligne
- Michelot Moulin, Chouan et espion du roi, mémoires de Michelot Moulin, La Louve, 2013. « lire en ligne »(Archive.org • Wikiwix • Archive.is • Google • Que faire ?)
- Henri de Grandmaison, Les Feux du bocage, Paris, Editions Grasset & Fasquelle, 1980.